# Otto Bollweg
Otto Bollweg (* 22. Juli 1857 in Bremen; † 25. November 1927 in Hannover) war ein deutscher Architekt.

## Leben

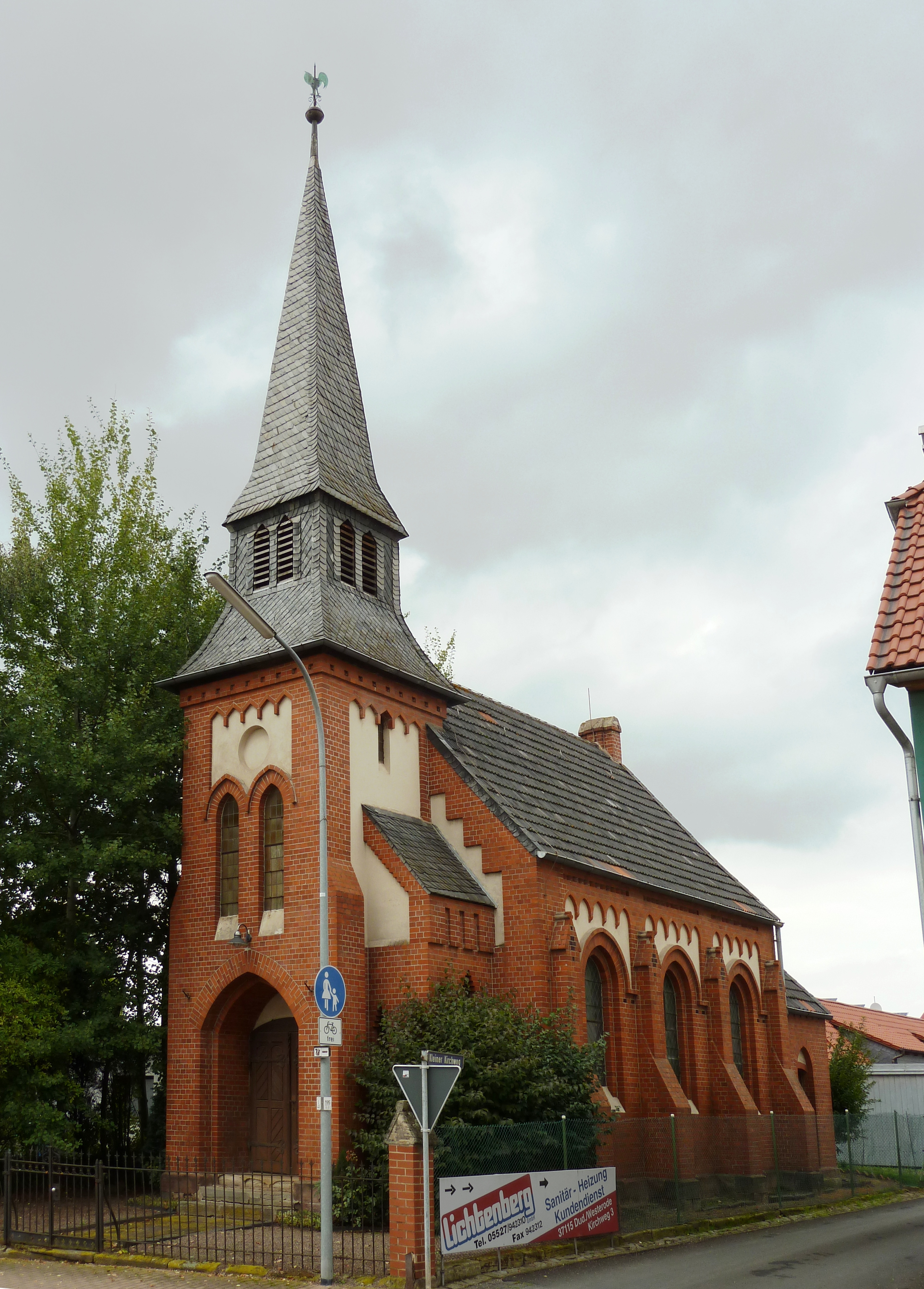
Die von Bollweg 1901 neu gebaute – heute denkmalgeschützte – Kapelle in Westerode

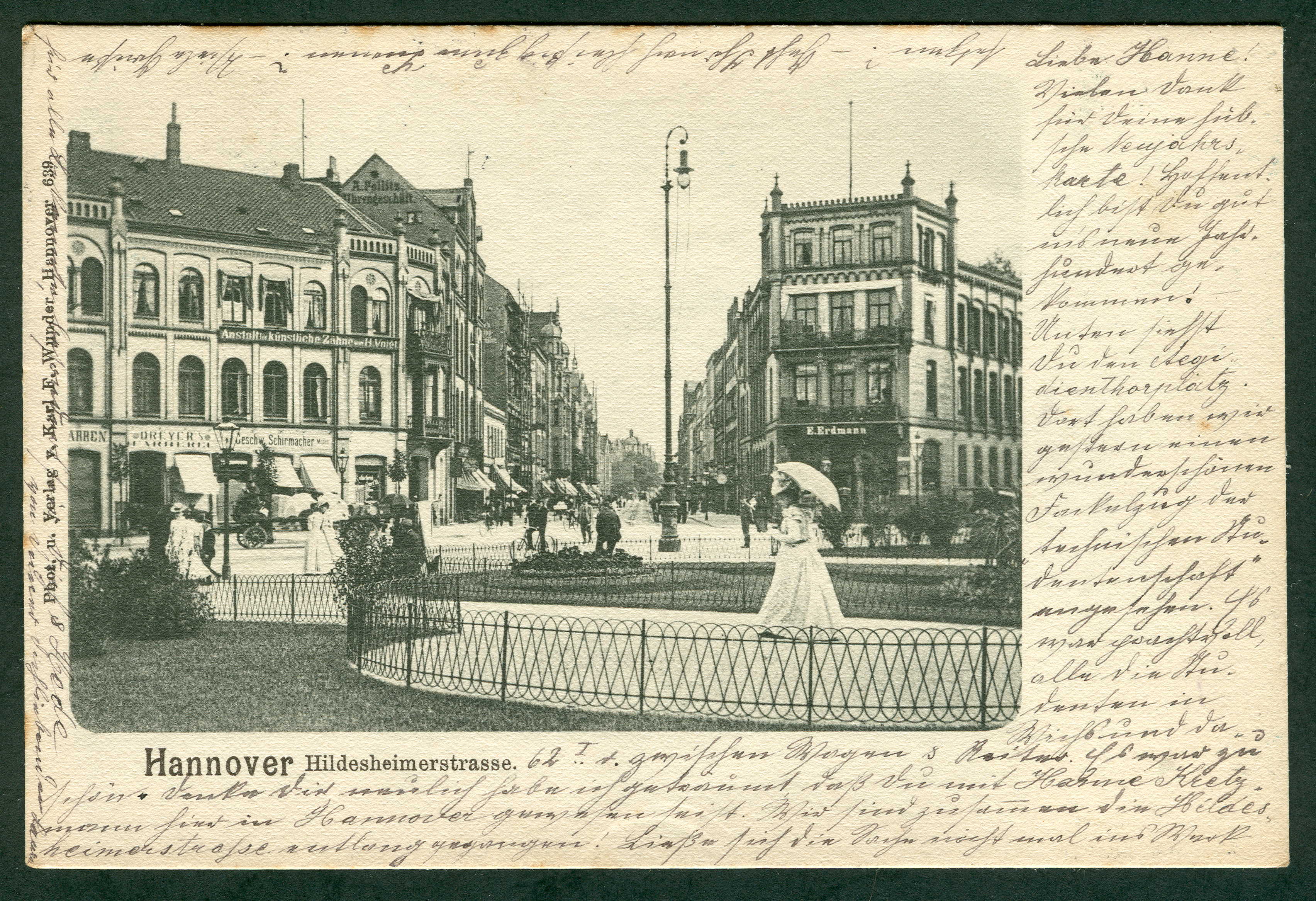
„Hildesheimerstraße 1“ (rechts) in Hannover;
Ansichtskarte Nr. 639 von Karl F. Wunder, um 1898

Otto Bollweg studierte in der Gründerzeit des Deutschen Kaiserreichs in den Jahren von 1875 bis 1880 an der Polytechnischen Schule in Hannover – ab 1879 Technische Hochschule – als Schüler von Conrad Wilhelm Hase.
Ab 1880 arbeitete Bollweg in Schleswig in der Kreis-Bauinspektion Schleswig und wirkte als Mitarbeiter des Architekten Adelbert Hotzen mit bei der Bauleitung verschiedener Staatsbauten im Schleswiger Raum.
1881 wurde Bollweg Mitglied der hannoverschen Bauhütte zum weißen Blatt. Etwa ab 1885 wurde er auch als Architekt in Hannover tätig, wo er ein gemeinsames Architekturbüro mit Ernst Grelle betrieb. Zudem lehrte Bollweg als Professor an der dortigen Kunst-Gewerbe-Schule.

## Werke (sofern bekannt)
Teilweise gemeinsam mit Ernst Grelle entstanden folgende Bauten:
- 1886 Hannover
  - Große Packhofstraße 3 (früher und heute): Geschäfts- und Wohnhaus Pinthus; nicht erhalten[2]
  - Raschplatz 10 (früher): Wohnhaus; nicht erhalten (Anfang des 21. Jahrhunderts Standort des Parkhauses hinter dem Hauptbahnhof)[2]
- 1888 Hannover, Postkamp 18 (früher: Am Klagesmarkt 7): Wohn- und Geschäftshaus Wrede;[2] denkmalgeschützt[3]
- 1890 Hannover
  - Große Packhofstraße 1 (früher): Wohn- und Geschäftshaus S. Frenkel; nicht erhalten[2]
  - Hildesheimer Straße 1: Wohn- und Geschäftshaus; nicht erhalten, heute Straßenfläche der verbreiterten Mündung der Hildesheimer Straße[2]
- 1893
  - Hannover, Striehlstraße 13 Ecke Nordfelder Reihe (früher: Nordfelder Reihe 31 Ecke Striehlstraße, später: Striehlstraße 4): Mietshaus; nicht erhalten[2]
  - Hamm: Wohn- und Geschäftshaus[2]
- 1894–1895
  - Hannover, Aegidiendamm 4 (früher Nr. 2): Doppelwohnhaus (Zweispänner-Mietshaus); Über den erhaltenen Grundmauern wurde in den 1950er Jahren ein modernes Mietshaus errichtet.[2]
  - Magelsen: Wiederaufbau der Evangelisch-lutherischen Kirche; erhalten[2]
- um 1895 Hannover, Marienstraße 66 (früher Nr. 22a, zeitweilig Nr. 38): Wohn- und Geschäftshaus; nicht erhalten[2]
- 1895, Nienburg/Weser: 1. Preis in einem Architekturwettbewerb für den Kirchturmbau der Evangelisch-lutherischen Stadtkirche St. Martin
  - 1896 Ausführung des Kirchturmbaus; erhalten[2]
- 1900–1901, Westerode bei Duderstadt, Westeröder Straße 32: Neubau der evangelisch-lutherischen Kapelle, erhalten[2][4]